# День працівників освіти
День працівникі́в осві́ти (офіційно), або День учителя, — професійне свято працівників освіти України; відзначається щорічно в першу неділю жовтня. Всесвітній день учителів (англ. World Teachers' Day) відзначають 5 жовтня. Неофіційний День вихователя й усіх дошкільних працівників України (Всеукраїнський день дошкілля) відмічається щорічно 30 вересня.

## Історія свята
Ідея святкувати День учителя задля вшанування працівників освіти з'явилася в багатьох країнах з XIX століття — переважно заходи присвячувалися видатним місцевим педагогам або визначним історичним подіям галузі. Наприклад, День вчителя в Аргентині (11 вересня) заснований у пам'ять видатного педагога-активіста, президента країни Домінго Фаустіно Сарм'єнто, а в Індії (5 вересня) — на честь філософа, громадського діяча і також президента країни Сарвепаллі Радхакришнана.
У республіках СРСР свято вчителів почали відзначати з 1965 року. 
Офіційно День учителя був закріплений 1980 року Постановою Президії Верховної Ради СРСР «Про святкові та пам'ятні дати». Відзначався у першу неділю жовтня. 
У незалежній Україні «на підтримку ініціативи працівників освіти» День вчителів установлено відзначати щорічно у першу неділю жовтня (Указ Президента України № 513/94 «Про День працівників освіти» від 11 вересня 1994 року).
Одним з видів вшанування вчителів є так званий «День самоврядування», коли старшокласники самостійно беруться проводити уроки, даючи тим самим можливість вчителям відпочити. У багатьох школах цей день є скороченим, а після нього часто проводяться концерти.

## Традиції святкування Дня працівників освіти
1. Традиційний спосіб святкування Дня працівників освіти — святковий концерт. Окрім того, це завжди п’ятниця, а отже – скорочений день. Ідеальний варіант, аби учні могли розкрити свої таланти, зайвий раз вигадати креативні номери та підготувати виступи.
2. Не менш цікавий спосіб святкування Дня працівників освіти — День самоврядування. Що це? Зміна правил, коли вчителі перекладають свої обв’язки на старшокласників. Вони можуть проводити уроки в молодших класах, виконувати обов’язки директора школи та його заступників.
3. Під час повномасштабної війни багато вчителів закликають учнів не дарувати їм подарунки, а спрямувати кошти на ЗСУ. Також багато закладів освіти відмовилися від гучного святкування і обмежуються онлайн-зустрічами.

## В інших країнах
1966 року в Парижі на Спеціальній міжурядовій конференції було підписано документ про соціальний статус учителів, це лягло в основу майбутнього свята. За рішенням ЮНЕСКО, Всесвітній день учителів з 1994 року відзначають 5 жовтня. Відповідні зміни дати свята були прийняті й кількома «пострадянськими країнами», зокрема в Росії, Азербайджані, Киргизстані, Вірменії. Натомість в Україні, Білорусі, Казахстані, Латвії цей день продовжують відзначати у першу неділю жовтня, як у СРСР.
| Країна/регіон              | День вчителя | Примітки]] |  |
| -------------------------- | --- | --- |  |
| Афганістан                 | 5 жовтня (14 мезан, 3 ордібехешт)                                                                                                   | У школах немає свят, але учні та вчителі збираються, щоб відсвяткувати у школах з особливою традиційною їжею, печивом, музикою та подарунками для вчителів. |  |
| Албанія                    | 7 березня | Святкується в день відкриття першої школи, де уроки велися албанською мовою, 7 березня 1887 р. |  |
| Алжир                      | 28 лютого | |  |
| Аргентина                  | 11 вересня | Пам’яті Домінго Ф. Сарм’єнто (15 лютого 1811 – 11 вересня 1888). Журналіст, губернатор Сан-Хуана, дипломат, сенатор, президент Аргентини. Зробив початкову освіту обов'язковою, заснував 800 навчальних і військових закладів, включаючи школи вчителів, заснував публічні бібліотеки, розвинув інфраструктуру та сприяв імміграції. Натхненний Хорасом Манном , з яким він подружився, привіз 32 американських вчителів до Аргентини для розробки американської моделі загальної освіти. Міжамериканська конференція з питань освіти 1943 року, що відбулася в Панамі , встановила 11 вересня як Панамериканський день учителя . |  |
| Вірменія                   | 5 жовтня | Раніше Вірменія святкувала День вчителя в першу неділю жовтня. За рішенням парламенту для внесення змін до закону Республіки Вірменія про вихідні та пам'ятні дні вихідний перенесено на 5 жовтня, що збігається з Всесвітнім днем учителя. |  |
| Австралія                  | Остання п'ятниця жовтня | Під час святкування в Австралії Всесвітнього дня вчителя Фонд NEiTA та Австралійська стипендіальна група (ASG) оголошують національних лауреатів нагород ASG Community Merit Awards. Якщо остання п'ятниця місяця припадає на 31 жовтня, що збігається з Гелловіном , то святкування переноситься на 7 листопада. |  |
| Азербайджан                | 5 жовтня | Між 1965 і 1994 роками - перша неділя жовтня. З 1994 року 5 жовтня він приурочений до Всесвітнього дня вчителя 5 жовтня. |  |
| Бахрейн                    | 5 жовтня | |  |
| Бангладеш                  | 5 жовтня | |  |
| Білорусь                   | Перша неділя жовтня | |  |
| Бельгія                    | 5 жовтня | |  |
| Бутан                      | 2 травня | Заснований і відзначається в день народження третього короля Бутану Джігме Дорджі Вангчука , який запровадив сучасну освіту в країні. |  |
| Болівія                    | 6 червня | Ця дата є даниною пам’яті Модесто Омісте (6 червня 1840 року), який був стурбований системою освіти в Болівії, захищаючи право на безкоштовну державну початкову освіту. Будучи радником, він створив перші державні школи в країні, одну для хлопчиків і одну для дівчат. |  |
| Бразилія                   | 15 жовтня | На честь указу імператора Бразилії Педру I від 15 жовтня 1827 року, який врегулював роботу початкових шкіл у Бразилії. Свято набуло популярності по всій країні, і в 1963 році 15 жовтня було офіційно визнано Днем вчителя. |  |
| Бруней                     | 23 вересня | На честь дати народження 28-го правителя Брунею, султана Омара Алі Сайфуддіена III , також відомого як «Архітектор сучасного Брунею», який, серед іншого, наголошував на важливості освіти для своїх підданих, запроваджуючи політику «безкоштовної» освіти при цьому громадяни стягують дуже номінальну плату за відвідування шкіл. Цю політику продовжив і розширив нинішній (29-й) правитель. |  |
| Болгарія                   | 24 травня | 24 травня, у День святих Кирила і Мефодія та болгарської культури, болгари святкують День Учителів. Крім того, 1 листопада є болгарським святом, присвяченим педагогам і вченим, які побудували і зберегли духовні цінності та культурну самобутність Болгарії. З 29 вересня 2006 року дата 5 жовтня була визнана урядом Днем вчителя. |  |
| Камерун                    | 5 жовтня | У вівторок, 5 жовтня 2010 року, вчителі Камеруну приєдналися до своїх однолітків у всьому світі, щоб відзначити 17-й Всесвітній день учителя. Під гаслом «Розбудова нації через вчителів» цей день став нагодою віддати шану вчителям, які важко, іноді в не дуже комфортних умовах, зміцнюють потенціал людських ресурсів для соціально-економічного розвитку країни. . Пам’ятні заходи в Яунде розпочалися 29 вересня з просвітницьких бесід у Lycée Général Leclerc і завершилися у Всесвітній день вчителя в багатоцільовому спортивному комплексі Wada. |  |
| Канада                     | 5 жовтня | 5 жовтня разом із понад 100 країнами світу Федерація вчителів Канади та її членські організації по всій країні відзначають Всесвітній день вчителя за допомогою інформаційної кампанії, яка висвітлює внесок професії вчителя. |  |
| Чилі                       | 16 жовтня | У 1967 році 11 вересня було обрано «Día del Maestro» («День вчителя»). Дату перенесли на 10 грудня 1975 року, оскільки цього дня 1945 року чилійська поетеса Габріела Містраль отримала Нобелівську премію . У 1977 році дату було перейменовано на «Día del Profesor» (також «День учителя») і знову перенесено на 16 жовтня на честь заснування Colegio de Profesores de Chile (Асоціації вчителів Чилі). |  |
| Китай                      | 10 вересня | У Китайській Народній Республіці є певні заходи, за допомогою яких учні висловлюють свою вдячність вчителям, наприклад вручення подарунків, зокрема листівок і квітів. Крім того, багато колишніх учнів повернуться до своїх старих початкових шкіл, середніх шкіл і старших шкіл, щоб подарувати своїм старим вчителям. Уряд вперше проголосив День вчителя в 1985 році, але ніколи чітко не пояснював, чому він повинен припадати на 10 вересня. Деякі вважають, що це пов’язано з подібною вимовою між словом «учитель» (教师 jiao shi) і двома цифрами 9 (九jiu), 10 (十shi) у даті. Деякі люди вважають, що це був довільний вибір, і пропонують змінити його на 28 вересня, яке вважається днем народження Конфуція. 5 вересня 2013 року Державна рада оголосила проект закону, який схвалює зміни. |  |
| Колумбія                   | 15 травня | Цей день відзначає призначення Сан-Хуана Баутіста де ла Салья покровителем вчителів. У 1950 році Папа Пій XII затвердив Ла Саль як покровителя вчителів за підтримку сучасної освіти. Виховання дітей святий засновник розумів як обов’язок усіх. Зазвичай школи його часу (1651–1719) приймали лише молодих людей, які вивчали політику чи дипломатію. Хуан Баутіста виклав принципи вільної та загальної освіти. Того ж року в Колумбії президент республіки оголосив цю дату Днем вчителя. |  |
| Коста-Ріка                 | 22 грудня | На честь дати народження Мауро Фернандеса Акуньї (22 грудня 1843 р.) , реформатора коста-риканської освіти. |  |
| Хорватія                   | 5 жовтня | Хорватія, як і багато інших країн Європи, святкує День вчителя 5 жовтня. Однак хорватів заохочують цінувати вчителів протягом усього року. |  |
| Куба                       | 22 грудня | 22 грудня 1961 року Куба проголосила себе територією, вільною від неписьменності ( Territorio Libre de Analfabetismo ) (див. Кубинська кампанія з ліквідації неписьменності ). |  |
| Чехія                      | 28 березня | День народження Іоанна Амоса Коменського. Чеські студенти висувають своїх найбільш мотивованих і надихаючих викладачів на конкурс Zlatý Ámos (Золотий Амос). Коронація «Золотого Амоса» відбувається щорічно 28 березня. |  |
| Домініканська республіка   | 30 червня | |  |
| Еквадор                    | 13 квітня | |  |
| Єгипет                     | 28 лютого | |  |
| Сальвадор                  | 22 червня | День вчителя в Сальвадорі відзначається як національне свято. |  |
| Естонія                    | 5 жовтня | В Естонії учні останнього класу надають "вихідний день" вчителям, проводячи уроки самі. |  |
| Франція                    | 27 листопада | Вшанування свята святого Йосипа Каласанса , засновника Ордену Убогих Клериків Регулярів Матері Божої Побожних Шкіл |  |
| Грузія                     | 5 жовтня | Між 1965 і 1994 роками - перша неділя жовтня. З 1994 року 5 жовтня він приурочений до Всесвітнього дня вчителя 5 жовтня. |  |
| Німеччина                  | 5 жовтня | |  |
| Греція                     | 30 січня | Походить від східної православної віри, коли вшановується пам'ять Трьох Святителів і Вселенських Учителів ( Василія Великого , Григорія Богослова та Іоанна Златоуста). |  |
| Гватемала                  | 25 червня | Свято на честь вчительки Марії Шинчилли , яка загинула під час жорстоких заворушень на знак протесту проти уряду. |  |
| Гондурас                   | 17 вересня | Свято на честь життя Хосе Тринідада Реєса |  |
| Гонконг                    | 10 вересня | До передачі суверенітету над Гонконгом у 1997 році День вчителя відзначався 28 вересня. Після передачі Китайській Народній Республіці цей день змінили на 10 вересня, коли КНР відзначає свято. |  |
| Угорщина                   | Перша неділя червня | |  |
| Індія                      | День повного місяця Ашадха (червень–липень) і 5 вересня                                                                             | Гуру Пурніма — індійський і непальський фестиваль, присвячений духовним і академічним вчителям. Це свято традиційно відзначають індуси , джайни і буддисти , щоб віддати шану своїм вчителям і висловити свою подяку. Свято відзначається в день повного місяця ( Пурніма ) в індуїстському місяці ашадха (червень-липень) за індуїстським календарем Індії та Непалу. Цей день відзначає перший пік місячного циклу після піку сонячного циклу. Святкування відзначене ритуальною повагою до Гуру, Гуру Пуджа . Дата народження другого президента Індії Сарвепаллі Радхакрішнана, 5 вересня 1888 року, відзначається як День вчителя з 1962 року. Цього дня вчителі та учні збираються в школу, як зазвичай, але звичайні заходи та заняття замінюються святковими заходами. У деяких школах учні старших класів беруть на себе відповідальність за навчання, щоб висловити свою вдячність вчителям. У 2021 році День вчителя відзначався як «Абхар Дівас» |  |
| Індонезія                  | 25 листопада | Національний день учителя відзначається в день заснування Асоціації вчителів Індонезії, PGRI. Національний день вчителя не є святом, але його відзначають урочистими заходами на честь певних учителів, директорів та інших працівників школи. |  |
| Іран                       | 2 травня (12 ордібехеш) | У пам'ять про Або-аль-Хасана Хан-Алі до Іранської революції та після цього перепризначено на той самий день у пам'ять про Мортезу Мотаххарі (31 січня 1919 – 2 травня 1979). У цей день у школах не буде свята, але учні та вчителі збираються святкувати в школах з подарунками для вчителів. |  |
| Ірак                       | 1 березня | Учні та студенти святкують Національний день вчителя в Іраку, демонструючи свою вдячність своїм вчителям, даруючи їм подарунки. |  |
| Ізраїль                    | 23 Кислев | |  |
| Італія                     | 27 листопада | Вшанування свята святого Йосипа Каласанса , засновника Ордену Убогих Клериків Регулярів Матері Божої Побожних Шкіл]] |  |
| Ямайка                     | 6 травня | День вчителя зазвичай відзначається 7 травня або в першу середу травня. Під час святкування Дня вчителя учні та батьки зазвичай приносять вчителям подарунки. Більшість шкіл закриваються рано. |  |
| Японія                     | 5 жовтня | |  |
| Йорданія                   | 5 жовтня | |  |
| Казахстан                  | Перша неділя жовтня | |  |
| Косово                     | 7 березня | |  |
| Кувейт                     | 5 жовтня | |  |
| Лаос                       | 7 жовтня | |  |
| Латвія                     | Перша неділя жовтня | У першу неділю жовтня в школах відзначається День вчителя. |  |
| Ліван                      | 9 березня | Учні зазвичай дарують вчителям подарунки, щоб висловити вдячність за навчання. |  |
| Лівія                      | 28 лютого | |  |
| Литва                      | 5 жовтня | З 1965 по 1994 роки його відзначали в першу неділю жовтня. З 1994 року його відзначають 5 жовтня і приурочують до Всесвітнього дня вчителя. Заняття здебільшого скорочуються або скасовуються, тоді як студенти чи працівники проводять заняття про кар’єру тощо. Здебільшого вчителів зустрічають квітами. |  |
| Малайзія                   | 16 травня | Цю дату було обрано тому, що в той самий день 1956 року Федеральна законодавча рада Федерації Малайї схвалила звіт Разака , один із чотирьох звітів Комітету з питань освіти щодо освіти в Малайзії. Документ, відомий як звіт Разака на честь Туна Абдула Разака , який на той час був міністром освіти, з тих пір є основою освіти в Малайзії. Хоча це не офіційне шкільне свято, святкування зазвичай проводяться 16 травня або раніше, якщо воно припадає на суботу чи неділю. |  |
| Мальдіви                   | 5 жовтня | 5 жовтня школи на Мальдівах відзначають День вчителя багатьма заходами. Діти та учні дарують вчителям посилки та подарунки. |  |
| Маврикій                   | 5 жовтня | |  |
| Мексика                    | 15 травня | 15 травня (відомий як «Día del Maestro») школи в Мексиці мають припинити звичайну діяльність і організовувати культурні заходи, які пропагують важливість і гідність ролі вчителів у суспільстві. Насправді деякі школи працюють у звичайному режимі, а інші беруть вихідний. Перший День вчителя відзначався 15 травня 1918 року. Дата 15 травня була запропонована на Конгресі Мексики 27 вересня 1917 року, затверджена 29 жовтня 1917 року та опублікована 5 грудня 1917 року. Існує кілька можливих джерел для вибору цієї дати. У першому згадується, що в місті Сан-Луїс-Потосі кожного 15 травня група студентів збиралася, щоб відсвяткувати день народження свого старого вчителя Ісидора, названого на честь святого Ісидора Трудового., дотримуючись мексиканської традиції називати дітей на честь святого, відзначали день їх народження. Друге джерело розглядає святкування історичної події в місті Керетаро 15 травня 1867 року |  |
| Молдова                    | 5 жовтня | Між 1965 і 1994 роками, перша неділя жовтня, з 1994 року, 5 жовтня, що збігається з Всесвітнім днем учителя. До цього в школах по всій країні День вчителя відзначали (і іноді досі святкують) у першу п’ятницю концертами та зборами. У деяких школах існує традиція організації учнів старших класів для проведення уроків для неповнолітніх. |  |
| Монголія                   | 5 жовтня | |  |
| Марокко                    | 28 лютого | |  |
| М'янма                     | 5 жовтня | |  |
| Непал                      | День повного місяця Ашадха (червень–липень)                                                                                         | День повного місяця також називається Ашад сукла пурніма ; дата зазвичай припадає на середину липня. День вчителя на непальській мові називається «Гуру Пурніма», де «Гуру» означає вчитель, а «Пурніма» означає «Повний місяць». |  |
| Нідерланди                 | 5 жовтня | |  |
| Нова Зеландія              | 29 жовтня | |  |
| Нігерія                    | 5 жовтня | День вчителя в Нігерії зазвичай є вільним від роботи днем для всіх сільських і міських вчителів. |  |
| Північна Македонія         | 5 жовтня | |  |
| Оман                       | 24 лютого | |  |
| Палестина                  | 14 грудня | |  |
| Панама                     | 1 грудня | На честь дати народження Мануеля Хосе Уртадо , який відомий як батько панамської освіти через його сприяння сучасній загальній освіті шляхом створення перших державних шкіл і вчительських коледжів у тому, що зараз відомо як Панама — тоді частина Колумбія – з метою розірвати порочне коло невігластва та бідності, від якого страждає переважна більшість населення. Пізніше він був призначений генеральним директором громадської освіти штату Істмус. |  |
| Пакистан                   | 5 жовтня | Учні шкіл, коледжів та університетів дякують своїм викладачам, даруючи їм власноруч написані листівки та квіти. |  |
| Папуа Нова Гвінея          | 5 жовтня | Папуа Нова Гвінея святкує як Національний день учителя, так і Міжнародний день учителя в цей же день. Кожна школа, підпорядкована Національному департаменту освіти (NDOE), вищі навчальні заклади та університети, підпорядковані Департаменту вищої освіти, досліджень, науки та технологій (DHERST), святкують цю подію, організовуючи програми та заходи, присвячені вчителям. Діти (учні) і дорослі (студенти) беруть активну участь у визнанні внеску вчителів у їх благополуччя та інтелектуальний розвиток і зростання. Уряд PNG має політику безкоштовного навчання, яка забезпечує безкоштовну освіту для дітей початкової школи через NDOE. |  |
| Парагвай                   | 30 квітня | |  |
| Перу                       | 6 липня | Під час незалежності Перу Визволитель Хосе де Сан-Мартін заснував першу Нормальну школу для чоловіків за резолюцією, прийнятою маркізом Торре-Тагле 6 липня 1822 року. Через багато років, у 1953 році, тодішній президент Мануель А.Одрія вирішив, що День вчителя відзначатиметься щороку 6 липня. |  |
| Філіппіни                  | 5 жовтня | На підставі Президентської прокламації № 242, с.2011, Національний місяць учителя відзначається з 5 вересня до Всесвітнього дня вчителя 5 жовтня, що робить його найдовшим святкуванням, яке вшановує понад 500 000 вчителів по всій країні. До 2011 року День вчителя відзначався у школах у період з вересня по жовтень (переважно в початкових і середніх рівнях). Вчителям студенти дарують корсажі з орхідей. Групи учнів різних класів виконують короткі сценки, пісні й танці або читають вірші для своїх учителів перед однокласниками під час загальношкільних заходів. Ці заходи плануються студентами старших курсів у Студентській раді, які заздалегідь координують діяльність. У китайських філіппінських школах програма зазвичай організовується учнями для вчителів 27 вересня, тоді як 28 вересня, який вважається справжнім Днем учителя, є шкільним святом, коли вчителям і учням дозволяється відпочивати. 28 вересня було обрано, оскільки вважається, що це день народження Конфуція. |  |
| Польща                     | 14 жовтня | Цей день є річницею створення Комісії народної освіти, створеної 1773 року з ініціативи короля Станіслава Августа Понятовського. Зазвичай квіти та солодощі вчителям даруватимуть діти. Шкільні ігри та заходи також можуть бути заплановані учнями. |  |
| Португалія                 | 5 жовтня | |  |
| Пуерто Ріко                | 20 травня | У 2016 році його відзначали 20 травня. Зазвичай це п’ятниця перед Днем матері . У деяких випадках його відзначали в першу п'ятницю травня. |  |
| Катар                      | 5 жовтня | |  |
| Румунія                    | 5 жовтня | |  |
| Російська Федерація        | 5 жовтня | Між 1965 і 1994 роками, перша неділя жовтня, з 1994 року, 5 жовтня, що збігається з Всесвітнім днем учителя. До цього в школах по всій країні День вчителя відзначали (і іноді досі святкують) у першу п’ятницю концертами та зборами. У деяких школах існує традиція організації учнів старших класів для проведення уроків для неповнолітніх. |  |
| Саудівська Аравія          | 5 жовтня | |  |
| Сербія                     | 5 жовтня | |  |
| Сінгапур                   | Перша п'ятниця вересня | Офіційне шкільне свято. Святкування зазвичай проводяться напередодні, де студенти зазвичай отримують половину вихідного дня. У середніх школах і молодших коледжах учням дозволяється повертатися відповідно до початкової та середньої школи. У деяких школах учні влаштовуватимуть вистави, щоб розважити та вшанувати своїх вчителів. Традиційно День вчителя відзначається щороку 1 вересня. З 2011 року його призначають у першу п’ятницю вересня, щоб збігтися з майбутніми вересневими шкільними канікулами (один тиждень), щоб учні та вчителі могли насолоджуватися подовженими шкільними канікулами. У 2023 році Міністерство освіти оголосило 11 серпня, що День вчителя перенесено з 1 вересня на 11 вересня у зв’язку з виборами президента Сінгапуру в 2023 році. |  |
| Словаччина                 | 28 березня | Відзначається день народження Іоанна Амоса Коменського . |  |
| Сомалі                     | 21 листопада | З 1974 року День вчителя став державним святом, яке відзначається в кожній школі. |  |
| Південна Африка            | 5 жовтня | |  |
| Південна Корея             | 15 травня | Спочатку його започаткувала група членів молодіжної групи Червоного Хреста, які відвідували своїх хворих колишніх вчителів у лікарнях. Спочатку його датою було 26 травня. Але з 1965 року його датою стало 15 травня, день народження Седжона Великого. Національна церемонія святкування була припинена між 1973 і 1982 роками, але після цього відновилася. У 1982 році його знову відродили, щоб створити атмосферу, яка вшановує його наставника. У цей день учні та колишні студенти вчителям зазвичай дарують гвоздики . Відповідно до антикорупційного закону дарувати гвоздики вчителям державних шкіл заборонено. |  |
| Південний Судан            | 1 грудня | Президент Південного Судану проголосив День вчителя 1 грудня, за місяць до першого в країні Дня вчителя. 1 вересня, за місяць до третього в країні Дня вчителя, публічно оголосили про перенесення дати на 1 жовтня. |  |
| Іспанія                    | 27 листопада | Вшанування свята святого Йосипа Каласанса, засновника Ордену Убогих Клериків Регулярів Матері Божої Побожних Шкіл |  |
| Шрі Ланка                  | 5 жовтня | Офіційно День вчителя відзначають у більшості шкіл 6 жовтня. |  |
| Швейцарія                  | 27 листопада | Вшанування свята святого Йосипа Каласанса, засновника Ордену Убогих Клериків Регулярів Матері Божої Побожних Шкіл]] |  |
| Сирія                      | Третій четвер березня | |  |
| Тайвань                    | 28 вересня | Китайська Республіка на Тайвані використовує цей день, щоб вшанувати внесок вчителів у розвиток своїх студентів і суспільства в цілому. Люди часто використовують цей день, щоб висловити вдячність своїм вчителям, наприклад, відвідати їх або надіслати листівку. Цю дату було обрано на честь народження Конфуція , якого вважають взірцем педагога. У 1939 році Міністерство освіти встановило національне свято як 27 серпня, день народження Конфуція . [ потрібна цитата ] У 1952 році виконавчий юань змінив його на вересень, заявивши, що це була точна дата за григоріанським календарем. Святкування фестивалю відбувається в храмах Конфуція навколо острова, відоме як «Велика церемонія, присвячена Конфуцію» (祭孔大典). Церемонія розпочинається о 6 годині ранку з барабанних ударів. 54 музиканти одягнені в мантії з синіми поясами, а 36 (або 64) танцюристи одягнені в жовте з зеленими поясами. Їх очолює головний нащадок Конфуція (нині Кун Цуй-чан), а за ними йдуть церемоніальні офіцери. У жертву приносять трьох тварин: корову, козу і свиню. Волосся, вирване з цих жертвопринесених тварин, називають Волоссям Мудрості. Крім того, місцеві освітні інститути та цивільні служби нагороджують певних вчителів за їх досконалість і позитивний вплив.                                                                            |  |
| Таїланд                    | 16 січня | Прийнятий як День вчителя розмовною тайською мовою «Ван Кру» постановою уряду від 21 листопада 1956 року. Перший День вчителя відбувся в 1957 році. 16 січня відзначається введення в дію Закону про вчителів, буддійська ера 2488 ( 1945), який був опублікований в Урядовій газеті16 січня 1945 р. і набрав чинності через 60 днів. Більшість тайських шкіл закриваються на день, щоб дати вчителям перерву під час тривалого другого семестру. Багато міжнародних шкіл цього не роблять, хоча вони можуть проводити урочистості на честь свого викладача. Святкування зазвичай включають дарування маленьких жасминових квіткових вінків їхнім вчителям і проведення вистав для вчителів. Це важливе свято для тайців, оскільки в Таїланді високо поважають вчителів. Більшість урочистостей проводяться в школах, і дуже мало публічних чи офіційних заходів. |  |
| Туніс                      | 28 лютого | |  |
| Туреччина                  | 24 листопада | Мустафа Кемаль Ататюрк заявив, що «Нове покоління буде створено вчителями», і як президент-засновник прийняв новий алфавіт для новоствореної Турецької Республіки в 1923 році. 24 листопада 1928 року Мустафа Кемаль офіційно прийняв звання директора шкіл країни. , наданих Кабінетом Міністрів. |  |
| Україна                    | Перша неділя жовтня | У школах по всій країні День вчителя відзначають у п’ятницю перед святом концертами та зборами, а учні зазвичай дарують своїм вчителям подарунки, такі як квіти та солодощі. У деяких школах існує традиція організації учнів старших класів для проведення уроків для неповнолітніх. Видатним педагогам може бути проведено урочисте вручення подяк. |  |
| Об'єднані Арабські Емірати | 5 жовтня | |  |
| Об'єднане Королівство      | 5 жовтня | |  |
| Сполучені Штати            | Національний день вчителя відзначається у вівторок під час Тижня вдячності вчителям, який проходить у перший повний тиждень травня. | Національна освітня асоціація (NEA) описує Національний день вчителя як «день вшанування вчителів і визнання тривалого внеску, який вони роблять у наше життя». NEA розповідає історію Національного дня вчителя: Походження Дня вчителя туманне. Приблизно в 1944 році вчитель з Вісконсина на ім’я Раян Круг почав листуватися з політичними та освітніми лідерами про необхідність національного дня вшанування вчителів. Метті Вайт Вудрідж (1909-1999), педагог із Хелени, Арканзас , написала Елеонор Рузвельт , яка в 1953 році переконала 81-й Конгрес проголосити Національний день учителя. NEA разом зі своїми філіями штатів Канзас і Індіана та Додж-Сіті, Канзасмісцевий осередок NEA лобіював у Конгресі створення національного дня вчителів. Конгрес оголосив 7 березня 1980 року Національним днем учителя тільки в цьому році. NEA та його філії продовжували відзначати День вчителя в перший вівторок березня до 1985 року, коли Національне PTA встановило Тиждень вдячності вчителям у перший повний тиждень травня. Тоді представницька асамблея NEA проголосувала за те, щоб зробити вівторок цього тижня Національним днем учителя. З 4 листопада 1976 року 6 листопада було прийнято як День вчителя в американському штаті Массачусетс . Зараз штат Массачусетс щорічно встановлює першу неділю червня як свій власний День вчителя. |  |
| Уругвай                    | 22 вересня | |  |
| Узбекистан                 | 1 жовтня | Узбекистан є однією з країн, де 1 жовтня відзначається День вчителя, і по всій країні є вихідний день. З 1997 року тут святкують День вчителя. |  |
| Венесуела                  | 15 січня | |  |
| В'єтнам                    | 20 листопада | Це свято дозволяє учням висловити свою повагу своєму вчителю. Учні починають готуватися за тиждень наперед. Багато класів готують літературу та мистецтво до Дня вчителя, тоді як інші учні готують їжу та квіти для вечірок, які проводяться у їхніх школах. Учні зазвичай відвідують своїх вчителів додому, щоб подарувати квіти та маленькі подарунки або організовують поїздки зі своїми вчителями та однокласниками. Також у цей день колишні студенти віддають шану своїм колишнім учителям. Свято бере свій початок із зустрічі між освітянами країн комуністичного блоку у Варшаві в 1957 році. Вперше його відзначали в 1958 році як День міжнародного маніфесту освітян; у 1982 році цей день був перейменований у День працівників освіти В’єтнаму. День вчителя В’єтнаму (або День в’єтнамської хартії вчителів) — пам’ятний день, який щорічно відзначається у В’єтнамі 20 листопада. Це свято галузі освіти та День вчителя, день «шанування релігії», метою якого є вшанування вчителів. У цей день студенти часто приходять дарувати вчителям квіти та подарунки. Сектор освіти також зазвичай користується цією можливістю, щоб переоцінити освітню діяльність і визначити напрямки для покращення якості освіти. Вперше цей день відзначили в 1958 році у всьому Північному В'єтнамі.                                                          |  |
| Ємен                       | 28 лютого | |  |